# Gara Apa
Gara Apa este o stație de cale ferată care deservește comuna Apa, județul Satu Mare, România.